# Rudolf Molleker
Rudolf Molleker (Sjevjerodonec'k, 26 ottobre 2000) è un tennista tedesco.

## Biografia
Rudolf Molleker è nato a Sjevjerodonec'k, in Ucraina, da Roman e Tanja Molleker e si è trasferito a Oranienburg in Germania all'età di tre anni.

## Carriera

### 2017
Fa il suo debutto in un tabellone principale del circuito ATP al German Open 2017 dopo aver eliminato nelle qualificazioni Casper Ruud e Leonardo Mayer, che avrebbe successivamente vinto il torneo come lucky loser.

### 2018
Nel maggio 2018 si aggiudica il primo titolo Challenger in carriera all'Heilbronner Neckarcup, sconfiggendo Jiří Veselý in finale con il punteggio di 4-6, 6-4, 7-5. Vince il suo primo match in un torneo ATP a Stoccarda sconfiggendo Jan-Lennard Struff al primo turno. Elimina l'ex nº 3 del mondo David Ferrer al primo turno dell'ATP 500 di Amburgo. Chiude la stagione al 194º posto mondiale e, a soli 18 anni, è il più giovane tra i primi 400 giocatori del ranking ATP.

### 2019
Alla sua prima esperienza in una prova del Grande Slam, supera le qualificazioni agli Australian Open 2019 e viene eliminato al primo turno. Subirà la stessa sorte all'Open di Francia 2019, dopo il quale perde in finale al Challenger di Poznań contro Tommy Robredo. Si spinge di nuovo fino al secondo turno ad Amburgo e a fine luglio porta il best ranking alla 146ª posizione mondiale. Torna a giocare dopo un mese di inattività e ha inizio un periodo negativo, vince in totale un solo incontro nei 5 tornei disputati fino al termine della stagione.

### 2020-2023
Nel 2020 disputa solo 4 tornei e non vince alcun match. Il declino continua nel 2021, non ottiene risultati di rilievo neanche nei tornei del circuito ITF e a ottobre scende alla 383ª posizione. Nel 2022 crolla oltre il 500º posto e dà segnali di ripresa vincendo 3 tornei ITF, i suoi primi titoli dopo il Challenger vinto nel 2018. Dopo un altro torneo ITF vinto nel maggio 2023, inizia a conseguire buoni risultati nei Challenger; ad agosto vince al Prague Open Challenger III il suo secondo titolo in questa categoria e risale alla 232ª posizione, la migliore dal marzo 2021. 

## Statistiche
Aggiornate al 27 agosto 2023.

### Tornei minori

#### Singolare

##### Finali vinte (6)
| Legenda        |
| Challenger (2) |
| ITF (4)        |

| N. | Data           | Torneo                            | Superficie  | Avversario in finale | Punteggio     |
| 1. | 19 maggio 2018 | Heilbronner Neckarcup, Heilbronn  | Terra rossa | Jiří Veselý          | 4–6, 6–4, 7–5 |
| 2. | 26 agosto 2023 | Prague Open Challenger III, Praga | Terra rossa | Gabriel Debru        | 6–2, 6–2      |

##### Finali perse (6)
| Legenda        |
| Challenger (1) |
| ITF (5)        |

| N. | Data          | Torneo              | Superficie  | Avversario in finale | Punteggio     |
| 1. | 9 giugno 2019 | Poznań Open, Poznań | Terra rossa | Tommy Robredo        | 7–5, 4–6, 1–6 |

#### Doppio

##### Finali vinte (1)
| Legenda        |
| Challenger (0) |
| ITF (1)        |